# Constancio Vigil
Constancio Carlos Vigil Barbosa (Buenos Aires, 22 de diciembre de 1936-fallecido en vuelo a Estados Unidos, 29 de julio de 2023) fue un empresario argentino, cuyo reconocimiento se centró en la propiedad de medios como la Editorial Atlántida —que había fundado su abuelo homónimo—, como también la de los canales de televisión Telefe y, un breve tiempo, Canal 13, entre otros.

## Biografía
Nació el 22 de diciembre de 1936. Su abuelo, periodista uruguayo, se había radicado en Argentina escapando de persecuciones políticas en 1908 junto con sus siete hijos, fundó la Editorial Atlántida, cuyas publicaciones tuvieron un importante éxito en la Argentina, entre ellas El Gráfico, Billiken y Para Ti. Sus padres fueron Carlos Vigil y Emma del Carmen Barbosa.
En 1957, comenzó su trabajo en la editorial como director ejecutivo de sus diversas publicaciones, en especial el diario deportivo El Gráfico. Para la década de 1970, ya con el control de la editorial, decide la expansión del grupo desde los medios gráficos a los medios televisivos, adquiriendo parte del paquete accionario de Canal 13, del que pasó a dirigir en 1971. Sin embargo, el gobierno argentino expropió sus acciones del canal en 1973 a iniciativa de Isabel Martínez de Perón, por lo que volvió a enfocarse en la prensa gráfica.
Los medios de la editorial, durante el autoproclamado Proceso de Reorganización Nacional, tuvieron una posición favorable al régimen. Aunque ni él ni ningún integrante de su familia fueron procesados o acusados en sede judicial por complicidad con crímenes de lesa humanidad, muchos detenidos de la dictadura pedían su enjuiciamiento, lo cual era recogido por grupos y medios como Página/12, entre otros. Thelma Jara de Cabezas, enfermera sobreviviente de la ESMA, denunció que fue coaccionada para dar una entrevista a la revista Para ti, afirmando que las denuncias de violaciones de crímenes de lesa humanidad en el país eran invenciones de grupos de izquierda.
Su vinculación con Carlos Menem le permitió obtener la licencia del entonces Canal 11 de Buenos Aires, que inició sus transmisiones el 5 de marzo de 1990 como Telefe, una de las más importantes televisoras abiertas de la Argentina desde entonces. Telefe creció al nivel de obtener otras señales y lograr emitirse fuera del país, logró la adquisición de Radio Continental en 1992. En 1999, decidió vender el paquete accionario al grupo español Telefónica, transacción concretada en el 2000. Tras ello, volvió a dedicarse a la Editorial Atlántida.
Se mantuvo activo hasta sus últimos años, hacía declaraciones políticas y practicaba golf. Fue presidente de clubes de este deporte, además de poseer campos para su práctica. Según declaró, el descontento con la política argentina y su pasión por el golf, lo llevó a radicarse en Punta del Este, Uruguay, país del que ostentaba la nacionalidad en sus últimos años. Sin embargo, Página/12 señaló que se trataba de una maniobra para evadir impuestos, siendo uno de aquellos que había presentado un amparo contra un impuesto extraordinario a las grandes fortunas durante la pandemia de COVID-19.
Además del golf, actividad que lo mantenía viajando para participar en torneos en Miami, era conocida su pasión por el fútbol. A mediados del 2023, el club Inter de Miami de la Major League Soccer anunció el fichaje del jugador Lionel Messi, por lo que decidió viajar para ver su debut con aquel club, además de pactar una reunión con Jorge Messi, padre y representante del jugador.
Falleció en pleno vuelo —de la compañía American Airlines— el 29 de julio de 2023, encontrado sin vida al aterrizar en Miami.